# Phelliactis magna
Phelliactis magna is een zeeanemonensoort uit de familie Hormathiidae.
Phelliactis magna is voor het eerst wetenschappelijk beschreven door Wassilieff in 1908.